# Ordem oblíqua

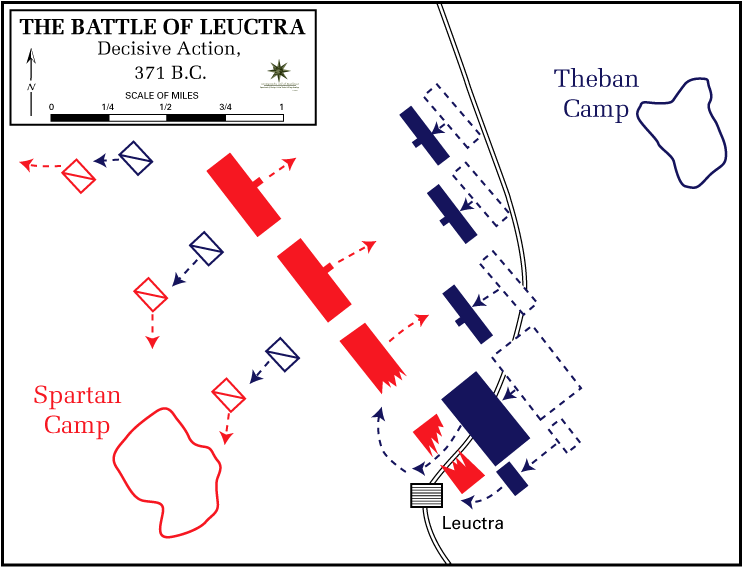
Batalha de Leutra, 371 a.C. Os tebanos (em azul) avançam em escalão contra a linha Espartana. O flanco esquerdo tebano é muito mais forte que o direito, constituindo uma aplicação da ordem oblíqua.

Na terminologia militar, ordem oblíqua designa a disposição das tropas no campo de batalha onde um dos flancos é desproporcionalmente reforçado, as expensas do centro e do flanco oposto. A formação visa a obter a máxima concentração de forças no ataque a um dos flancos inimigos, obtendo superioridade local naquele ponto específico.
A missão do centro e da "ala fraca" é resistir a pressão por tempo suficiente para que o flanco inimigo sob ataque da "ala forte" seja esmagado. Para alcançar isso, há duas táticas mais comuns:
- tirar partido da geografia local, mantendo as partes fracas da linha sobre terreno favorável.
- retardar o quanto possível o contato da "ala fraca" e do centro com o inimigo, ganhando tempo para ala mais forte completar a sua missão. Um dos meios de conseguir isso é dispor as tropas em formação em escalão, de modo que o contato com inimigo seja travado gradualmente ao longo da linha, iniciando com a "ala forte" e terminando com a "ala fraca".

Para obter sucesso, um ataque em ordem oblíqua exige um perfeito controle, sendo uma boa opção apenas para comandantes de tropas bem treinadas.
O primeira utilização de ordem oblíqua registrada pela história ocorreu na surpreendente vitória dos tebanos de Epaminondas sobre os espartanos na Batalha de Leuctra em 371 a.C. Alexandre Magno e Frederico II da Prússia (Frederico, o Grande) também utilizaram a tática com grande efeito.
Algumas vezes, termos "recusar o flanco" ou "declinar o flanco" são utilizados como sinônimos de ordem oblíqua.